# Alfred Guillard

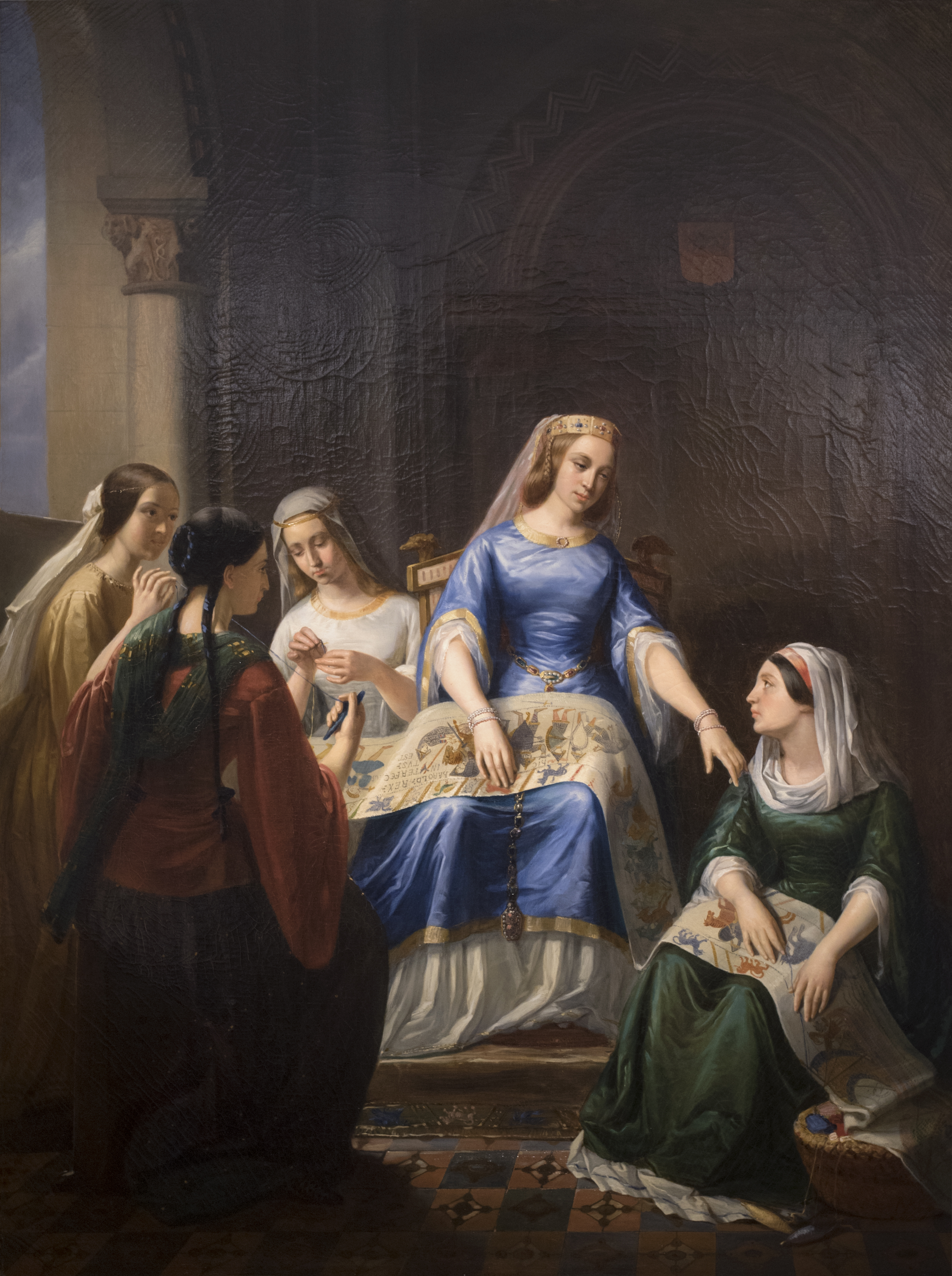
Alfred Guillard, Königin Matilda arbeitet am Teppich von Bayeux, 1848, Baron Gérard Museum (Bayeux)

Alfred Guillard (* 17. Februar 1810 in Caen; † 16. November 1880 ebenda) war ein französischer Maler und Museumsleiter.

## Biografie

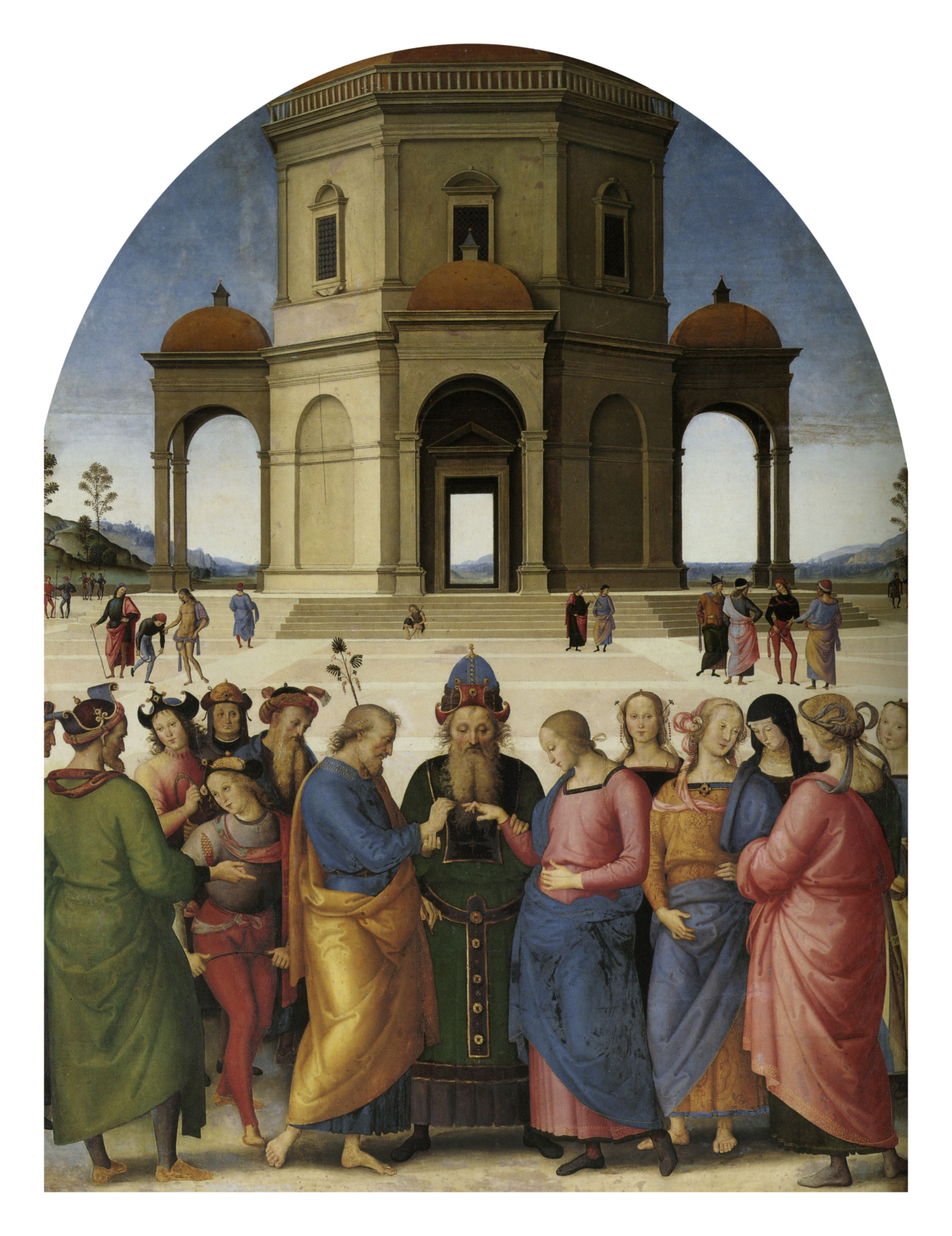
Perugino, Vermählung der Jungfrau

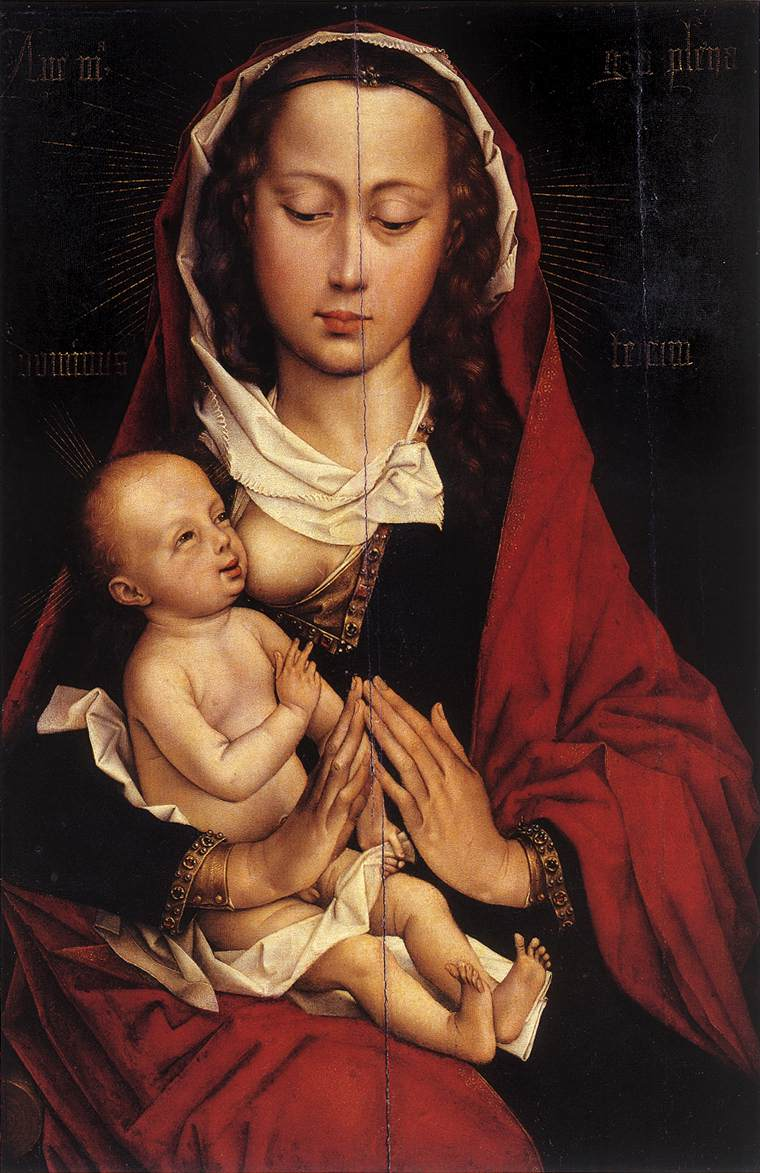
Rogier van der Weyden, Madonna mit Kind

Alfred Guillard wurde 1810 als Sohn des Hausmeisters der Musikschule von Caen geboren. Er war Schüler von Antoine-Jean Gros und stellte von 1842 bis 1850 im Pariser Salon aus. 1848 präsentiert er Das Testament von Wilhelm dem Eroberer und 1849 Königin Matilde arbeitet am Teppich von Bayeux. Im Jahre 1841 wurde er Leiter der Zeichenkurse an der Städtischen Schule für Bildende Kunst in Caen, heute die École supérieure d’arts et médias de Caen–Cherbourg.
Alfred Guillard war 1841 der Nachfolger als Museumsleiter (französisch conservateur du musée) des Malers und Karikaturisten von Caen Henri Elouis (1755–1840) im Musée des Beaux-Arts de Caen. Als Direktor des Musée des Beaux-Arts de Caen kaufte er von 1841 bis 1880 bei verschiedenen Gelegenheiten hunderte Gemälde, darunter drei von François Boucher, zwanzig von Théodore Gudin und eines von Pierre Mignard, viele waren von mittelmäßiger Qualität.
1872 erhielt er die bedeutendste Schenkung für sein Museum. Der Buchhändler von Caen Bernard Mancel schenkte Werke aus der berühmten Sammlungen von Cardinale Fesch, Onkel von Napoleon Bonaparte, die er 1845 in Rom erworben hatte. Es gab rund 50.000 Kunstwerke, darunter Stiche von Dürer, Rembrandt und Callot und darüber hinaus etwa dreißig Gemälde, darunter die Vermählung der Jungfrau von Perugino, die Versuchung des Heiligen Antonio von Veronese und eine Madonna mit Kind auf Holz von Rogier van der Weyden, die Teil eines Diptychons mit einem Porträt ist. Die ehemalige Anwesenheit der Vermählung der Jungfrau von Perugino in Perugia ist dokumentiert: von dort aus wurde die Leinwand Napoleon Bonaparte übergeben, der sie seinem Onkel, Kardinal Fesch, übergab. Italien hat vergeblich das Eigentum beansprucht.
1873 schenkte die Familie des Oberst und Malers Jérôme-Martin Langlois, der 1809 den Prix de Rome erhielt, dem Musée des Beaux-Arts de Caen eine Sammlung von 256 Werken der Schlachtenmalerei. Im Jahr 1888 wurden die meisten dieser Gemälde aus dem Museum entfernt und dem neuen Musée Langlois, dem Pavillon des Sociétés Savantes, zur Verfügung gestellt.

## Werk
Alfred Guillards Malerei ist beeinflusst von der französischen Blumengotik, aber auch von der harmonischen Komposition Peruginos. In der Zeit des Präraffaelismus hatten sich die Künstler mit seinen bildlichen Darstellungen beschäftigt. Es ist wahrscheinlich das seine Werke, insbesondere wenn sie in privaten Sammlungen aufbewahrt wurden, im letzten Krieg durch die verheerenden Bombardierungen, die Caen verwüsteten, verloren gingen, dessen Wiederaufbau bis 1962 dauerte. Edgar Degas besaß zwei Gemälde von Guillard.
In einer Privatsammlung befindet sich eine Skizze, Öl auf Leinwand mit Goldhintergrund, auf der Rückseite signiert Alfred Guillard und der Darstellung der Thronenden Jungfrau, zwischen den knienden Erzengeln Michael und Gabriel. Aufgrund der Form der bemalten Oberfläche könnte es sich um eine Skizze für ein Fresko handeln.